# 1720 Niels
1720 Niels (1935 CQ) là một tiểu hành tinh vành đai chính được phát hiện ngày 7 tháng 2 năm 1935 bởi K. Reinmuth ở Heidelberg.